# クラシック・オルガン
クラシック・オルガン(Classic Organ)は、クラシック音楽のパイプ・オルガン曲を中心に演奏するための楽器(オルガン)を指す。

## 概要
クラシック音楽の世界では、単にオルガンと呼べばパイプ・オルガンを指すが、近年の電子オルガンの普及により、電子式とパイプ式(本物のパイプを鳴らす風を送る送風装置付き)との両方のオルガンを呼称する場合に用いられる。現実にパイプを持たない電子式オルガンを、「パイプ・オルガン」と呼ぶこと場合に誤解が発生するため、電子回路でパイプ・オルガン音色をスピーカーから鳴らす方式の電子オルガンとは区別している。よって、クラシック・オルガンは「パイプ・オルガン」と同義ではない。まれだが、電子式に対して、本物のパイプ式を「アコースティック・パイプ・オルガン」という言い方もできる。
教会に設置される、賛美歌を歌う時の伴奏用楽器としてチャーチ・オルガン(教会向けオルガン)と呼ぶ場合があるが、宗教的要素を絡めたくないケースでは「クラシック・オルガン」の言い方が好まれる。小型もののほとんどは電子式クラシック・オルガンであることが多い。一般的に、本物のパイプを鳴らす風を送る送風装置付きのクラシック・オルガンは大型である。但し、大型のパイプ・オルガンでも、演奏台(コンソール)の鍵盤操作を電子式で送風を制御している場合があり、電子回路がまったく使われていないパイプ・オルガンはまれである。
近年の大型パイプ・オルガンは、主は本物のパイプを鳴らし、あるストップやある音域は電子回路でスピーカーを鳴らすことを融合させた、いわゆる(電子と本物のパイプの)「ハイブリッド」式で構成されているものが多い。理由として、低音を鳴らす太いパイプの設置場所の制約のため、整音(調律)などのメンテナンス・コストを抑えるため、さらには電子式のパイプ・オルガン音がデジタル技術の進歩で充分に代用できているため、などによるところが大きい。